# Reserva natural de la defensa Puerto Península
La reserva natural de la defensa Puerto Península (o reserva natural militar Puerto Península) es un área militar y reserva natural de Argentina, ubicada en el Campo Iguazú del Ejército Argentino en el departamento Iguazú de la provincia de Misiones. Se encuentra en cercanías de la ciudad de Puerto Iguazú, encontrándose a 30 km al sudoeste del centro urbano de la misma. Debe su nombre al embarcadero existente en la zona y a la forma de península que adquiere debido al recodo que forma el río Paraná.

## Creación de la reserva natural de la defensa
La posibilidad de que los territorios asignados a las Fuerzas Armadas argentinas pudieran tener paralelamente una misión en la protección del patrimonio biológico ha sido un anhelo de la comunidad conservacionista de ese país durante décadas. Gestiones de varias ONG permitieron acercar posiciones y el 14 de mayo de 2007 se firmó el Convenio Marco de Cooperación entre el Ministerio de Defensa y la Administración de Parques Nacionales, por el cual se crearon las reservas naturales de la defensa. Este acuerdo permite declarar Espacio de Interés para la Conservación de la Biodiversidad (ENIC) a los territorios de las fuerzas armadas que poseen interés conservacionista, espacios naturales que pasan a ser administrados de forma conjunta por ambas jurisdicciones. Para cada reserva se deben constituir comités locales de gestión. Hasta que no se lo indique en el Plan Rector, las visitas del público en general están vedadas.
La reserva natural de la defensa Puerto Península fue creada el 4 de noviembre de 2008 mediante el protocolo adicional n.º 2 al Convenio Marco de Cooperación entre el Ministerio de Defensa y la Administración de Parques Nacionales.
En lo que respecta a la Administración de Parques Nacionales, la reserva natural depende de la Delegación Regional Noreste con sede en la localidad de Puerto Iguazú.

## Características generales
Comprende aproximadamente 8800 hectáreas de tierra asignadas para el uso y administración por Ejército Argentino, donde funciona el campo de instrucción Puerto Península de la Escuela Militar de Monte, en la provincia de Misiones.
La reserva natural de la defensa Puerto Península está conformada territorialmente por dos fracciones de 7600 hectáreas (fracción A) y 1200 hectáreas (fracción B) hectáreas, separadas entre sí, pero aledañas al parque nacional Iguazú, lo que posibilitó la incorporación de un área costera del río Paraná al mismo, no representado hasta entonces en el parque nacional.
La superficie original de las tierras del Ejército Argentino eran de 17 mil hectáreas aproximadamente; 2000 hectáreas han sido transferidas al municipio de la ciudad de Puerto Iguazú en 1990 y otras 7 mil a la provincia de Misiones, debido a la creación del parque provincial en 2004.
La zona anteriormente exclusividad del Ejército Argentino está compuesta por 6900 hectáreas de selva y algunas instalaciones militares correspondientes al parque provincial Puerto Península Luis Honorario Rolón ubicadas en un recodo del río Paraná al sur de Puerto Iguazú; más otras 2000 hectáreas (conocido justamente como Las 2 mil hectáreas) de la parte norte de la misma —contigua con el área urbana de Puerto Iguazú— que han sido ocupadas por personas de bajos recursos de dicha ciudad y fijada como Reserva de Uso Múltiple por ordenanza del municipio de Iguazú.
El Ejército utiliza el campo de instrucción para la capacitación de las tropas de monte en operaciones de bajo impacto ambiental.
Su formación permitió la creación del primer área protegida trinacional de Sudamérica, al permitir la vinculación del monumento científico histórico Puerto Bertoni en Paraguay con el parque nacional Iguazú de Argentina y el parque nacional del Iguazú en Brasil-

## Parque provincial
La oficialización el 28 de junio de 2009 de Puerto Península como reserva natural, ubicada frente al monumento científico histórico Puerto Bertoni y contigua al parque nacional Iguazú, permitió la formación del primer parque tripartito de Sudamérica, ya que el parque nacional Iguazú limita a su vez con el parque nacional del Iguazú]] en Brasil. En Argentina el área conforma un corredor compuesto además por el parque provincial Urugua-í de 84 mil hectáreas.
Las instalaciones militares fueron aprovechadas para la sede de la Coordinación de Protección de la Zona Norte de Misiones, que abarca los parques provinciales Urugua-í, Puerto Península, Horacio Foerster y el paisaje protegido Lago Urugua-í.

## Población
En 1991 se censaron 60 personas, pero en 2001 no se registró población agrupada.

## Educación
Las Instalaciones Militares relacionadas o dependiendo de la Dirección General del Ejército incluían un gran aserradero en el que laboraban personas afincadas por ese motivo en la zona y bajo Dirección Militar. Entre otras cosas se formaban jangadas que irían río abajo hasta otros destinos de uso de esa madera. En 1957 comenzó a funcionar la Escuela Provincial n.º 345 y durante ese año hubo 73 niños inscriptos en ella. Al Establecimiento concurrían los niños provenientes de asentamientos cercanos. La escuela brindaba desayuno con la colaboración permanente del Ejército tanto en el desayuno como en el mantenimiento edilicio. El edificio estaba construido en madera y calzado sobre troncos a una altura aproximada a los 80 cm. para minimizar las posibilidades de encuentros con serpientes (corales, yararás, cascabeles). Se enseñaban también de cultivos a los niños y con ellos se construyó una huerta que brindó una variada producción de hortalizas que se repartían entre los niños y también se cocinaban en la Escuela. Del monte cercano se extraía miel silvestre, coquitos, bananas, cítricos y hasta palmitos. Del Paraná se obtenían peces para su consumo. 
La Escuela Funcionó durante todo 1957 y no se dispone de datos acerca de otros ciclos en que estuviese en actividad. 

## Vías de acceso
Su única vía de acceso es un camino que conduce a las instalaciones militares desde la Ruta Nacional 12, vinculándose a través de esta al norte con Puerto Iguazú y al sur con Puerto Libertad.